# Пріон товстодзьобий
Пріон товстодзьобий (Pachyptila crassirostris) — морський птах родини буревісникових (Procellariidae).

## Поширення
Поширений в південній півкулі. Гніздиться на острові Герд (Австралія) у південній частині Індійського океану, а також на островах Окленд, Чатем, Баунті та Снерс біля узбережжя Нової Зеландії.